# Prymus (film)
Prymus – amerykańska komedia romantyczna z 1958 roku w reżyserii George’a Seatona.

## Fabuła
Doświadczony dziennikarz James Gannon (Clark Gable) zostaje wysłany na profesjonalny kurs dziennikarski prowadzony przez atrakcyjną Ericę Stone (Doris Day). Początkowo obydwoje za sobą nie przepadają ale w końcu zaczyna rodzić się między nimi uczucie.

## Obsada
- Clark Gable – James Gannon
- Doris Day – Erica Stone
- Gig Young – Dr. Hugo Pine
- Mamie Van Doren – Peggy DeFore

## Ciekawostki
- Cary Grant i James Stewart odrzucili rolę Jamesa Gannona ponieważ sądzili, że są zbyt dojrzali do zagrania tej postaci.
- Film został nakręcony w czerni i bieli, aby nie uwypuklać nadwagi Gable’a[1].

## Nagrody i nominacje
- Nominacja do Oscara dla najlepszego aktora drugoplanowego (Gig Young)
- Nominacja do Oscara za najlepsze oryginalne materiały do scenariusza i scenariusz (Fay Kanin i Michael Kanin)
- Nominacja do Złotego Globu dla najlepszego aktora w komedii lub musicalu (Clark Gable)
- Nominacja do Złotego Globu dla najlepszego aktora drugoplanowego (Gig Young)
- Nominacja DGA za najlepsze osiągnięcie reżyserskie w filmie fabularnym (George Seaton)
- Nominacja WGA za najlepszy scenariusz komedii (Fay Kanin i Michael Kanin)